# Douglaska tisolistá
Douglaska tisolistá (Pseudotsuga menziesii var. menziesii, syn.: Abies menziesii, Pseudotsuga douglasii, Pseudotsuga taxifolia) je stálezelený rychle rostoucí jehličnan. Byl původně rozšířen od pobřežních oblastí na západu Severní Ameriky a od západu centrální Britské Kolumbie, přes Kanadu na jih do střední Kalifornie, Oregonu a Washingtonu. Lesní požáry tam patrně vyvolávali místní lidé.
Douglasku objevila v roce 1792 výprava George Vancouvera. Druhové jméno, menziesii, je po nálezci Archibaldu Menziesovi, skotském lékaři, rivalu Davida Douglase, jehož příjmení se objevuje v českém názvu. Menzies první zdokumentoval strom (Pseudotsuga mensiesii) na Vancouver Island v roce 1792.

## Charakteristika
Douglaska je jehličnan podobný smrkům a jedlím, od kterých se liší jemnějším vzhledem. Má široce kuželovitou, měkce, ale pravidelně stavěnou korunu, vystoupavé, ve stáří ve spodní části koruny víceméně vodorovné větve a rovný silný kmen.

### Velikost a stáří
Douglaska tisolistá je velmi vysoký, rychle rostoucí strom, druhý nejvyšší jehličnan na světě (po sekvoji vždyzelené). Stromy dorůstají výšky 60–75 m a více. Ve starých porostech jsou časté stromy o průměru 1,5–2 m. Maximální výška bývá 100–120 m s průměrem 4,5–6 m, což jsou nejvyšší zdokumentované hodnoty. Jiný zdroj uvádí, že nejvyšší objevená douglaska byla poražena a měřila 133 metrů a byla tak nejvyšším nalezeným vzpřímeně rostoucím stromem vůbec. Nejvyšším žijícím exemplářem je 99,4 m vysoká "Doerner Fir" na východě Fork Brummit Creek v Coos County, nejzavalitější je "Queets Fir" o průměru 4,85 m, v údolí Queets River Olympijského národního parku ve státě Washington. Douglaska běžně žije více než 500 let a někdy více než 1000 let. Ve stáří vytváří široce rozevřenou kuželovitou korunu.
Douglaska je nejvyšším rostoucím stromem i v České republice, a to u Vlastiboře na Jablonecku, kde dosahuje dle měření z roku 2014 výšku 64,1 m.

### Kmen a kůra
Kmen je výrazným okrasným prvkem u starých exemplářů. V mládí ho pokrývá hladká zelenošedá kůra s pryskyřnatými puchýři. Ve stáří se mění v červenohnědou, tlustou, hluboce rozbrázděnou borku s korkovými vložkami, která pomáhá stromu přežít lesní požáry.

### Výhony a pupeny
Výhony jsou žlutozelené až červenavě žluté, ojediněle s krátkými chlupy. Pupeny má douglaska červenohnědé, vřetenovité, ostře zašpičatělé. Koncový pupen bývá 6–10 mm velký. Šupiny jsou přilehlé, bazální, většinou kýlnaté.

### Jehlice
Jehlice (I - XII) jsou zploštělé, měkké, 15–35 mm dlouhé, jen 1 až 1,5 mm široké. Jsou rozloženy do stran nebo odstávají na všechny strany, na zastíněných větvičkách se blíží dvouřadému postavení. Na bázi jsou stopkovitě zúžené, na konci tupě zašpičatělé. Svrchu tmavozelené, méně často modrozelené. Na rubu mají dva proužky průduchů. Vytrvávají na větvičce 4–8 let, po rozemnutí příjemně voní po citrusech.

### Šišky a semeno

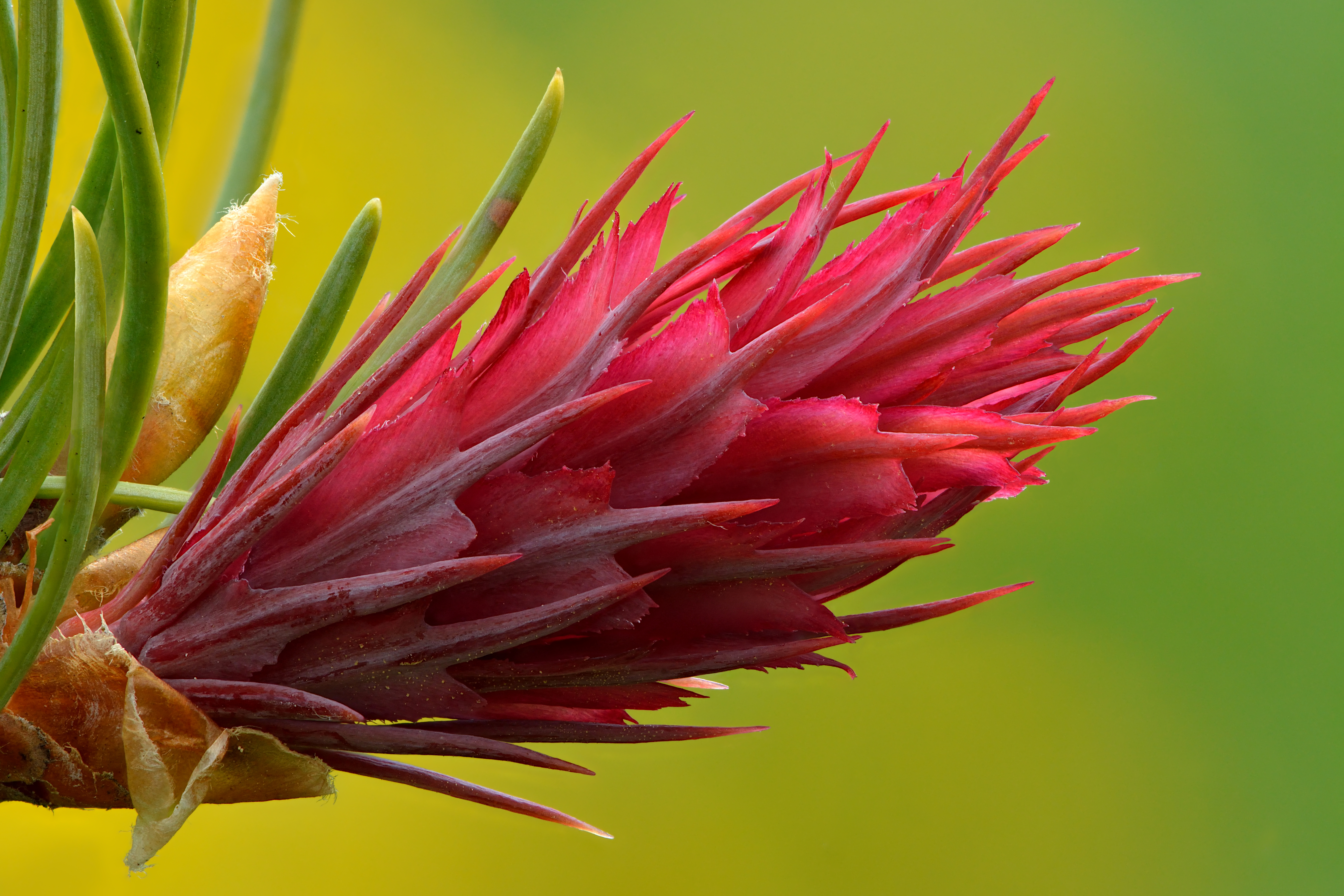
Šiška

Šišky (VII - IV) jsou nerozpadavé, převislé, krátce stopkaté (7–10 mm), podlouhle vejčité, 5–10 cm dlouhé a 2–3 cm široké. Po dozrání jsou světle hnědě zabarvené. Jsou složeny z 25–50 plodních šupin se zaokrouhleným okrajem. Typickým rozlišovacím znakem jsou vyniklé trojcípé krycí šupiny. Jsou světleji zabarvené než plodní šupiny, vyčnívají 10–15 mm ze šišky a směřují k rovné špici šišky. Semeno je 5–7 mm velké, lesklé, s křídlem 7–10 mm velkým. Pylová zrna nemají vzdušné vaky. Většinou se poprvé objevují u stromovitých kultivarů za 30 let.

### Kořenový systém
Stromy jsou v půdě vždy pevně zakotvené a netrpí vývraty, jelikož na hlubokých půdách strom vytváří dlouhý kůlový kořen. Na půdách mělčích je kořen sice kratší, ale zato bohatě větvený.

### Symbióza
Douglaska žije v symbióze s klouzkem douglaskovým.

## Rozšíření
Rozšíření douglasky se rozprostírá od Cascade Range hřebenu na západ až k Pacifiku. V Kalifornii douglasku můžeme nalézt v Klamath Mountains a na Pacifickém pobřeží. Najdeme ji i na jihu pohoří Santa Cruz, v Sierra Nevada a dále na jihu v oblasti Yosemite. Tam se vyskytuje od pobřeží nedalekého moře až do 1800 m n. m. Hlouběji ve vnitrozemí douglasku tisolistou nahrazuje příbuzná Pseudotsuga menziesii var. Glauca.  
Do Evropy byla introdukována poprvé v roce 1827, kdy její semena do Skotska přivezl David Douglas. V Česku byla vysazena v roce 1842 v tzv. Americké zahradě v Chudenicích, další úspěšné výsadby proběhly v oboře Aglaia poblíž Dobříše. V roce 1878 bylo její pěstování poprvé zkoušeno na Děčínsku.  Lesníci v té době rádi experimentovali s novými cizokrajnými druhy dřevin, zvláště pak s druhy v zahraničí hospodářsky významnými, jako je douglaska, Picea sitkensis, Picea banksiana nebo Pinus strobus. V lesích střední a západní Evropy je douglaska nejčastěji pěstovanou a nejlépe osvědčenou cizí jehličnatou dřevinou. V České republice roste na ploše asi 4 000 ha (0,2 % rozlohy lesů ČR). Je také významnou parkovou dřevinou. 

### Významné exempláře ve světě
- Doerner Fir v Oregonu, USA, 6. nejvyšší strom na světě s výškou 99,7 m
- Red Creek Fir v Britské Kolumbii, Kanada, objemově největší známá douglaska na Zemi (350 m³)
- Great Tree v Kalifornii, USA, velká douglaska s mnoha kmeny
- Treaty Tree ve Washingtonu, USA, douglaska na místě uzavření smlouvy mezi USA a Indiány
- Waldtraut vom Mühlwald u Freiburgu s výškou 67,18 m (2019) nejvyšší oficiálně změřený strom v Německu

### Významné exempláře v Česku
- Douglaska u Vlastiboře – s výškou 64,1 m nejvyšší změřený strom ČR
- Černínova douglaska – jedna ze dvou nejstarších rostoucích douglasek v Evropě (vysazena v roce 1842 jako tříletá)
- Douglaska na Třech trubkách – solitérně rostoucí dvoják s obvodem kmene 605 cm (měřeno 2019)
- Douglaska v Újezdci
- Douglaska u Senětické hájenky
- Školní polesí Hůrky u Písku – 17% zastoupení douglasky tisolisté na lesním hospodářském celku o rozloze 696,11 ha

## Pěstování

### Nároky
V mládí potřebuje přiměřené přistínění, později však světlé stanoviště. Protože je stromem víceméně přímořským, vyhovuje jí dostatečná vzdušná vlhkost. V našich podmínkách je poměrně otužilá, ale při pozdních mrazících někdy namrzá; celkem úspěšně se však regeneruje. Potomstvo stromů rostoucích na severu je otužilejší než potomstvo stromů rostoucích v jižnějších oblastech areálu výskytu. Otužilejší jedinci však pomaleji rostou. Douglasce se nejlépe daří v hlubokých hlinitých půdách, ale prospívá i v těžkých nebo štěrkovitých půdách. Na příliš chudých nebo značně jílovitých, těžkých stanovištích špatně roste a zakrňuje. Trvalejší zamokření nesnáší. Proti suchu je o něco odolnější než jedle a smrky. Zakouřené ovzduší snáší špatně. V mládí trpí vytloukáním. Části poškozené okusem se zpravidla rychle regenerují.

### Množení
Semena vyséváme na jaře na venkovní záhony, kultivary se roubují ve skleníku (nejlépe v zimě) na semenáčky původního druhu.

### Ošetřování
Výsadba i postup dalšího ošetřování jsou stejné jako u jedle nebo smrku. U mladých výsadeb dbáme hlavně zpočátku na přiměřenou vlhkost půdy a podle potřeby i přistínění. Douglaska nemá velkou zmlazovací schopnost. Řežeme ji pouze v krajních případech. Starší exempláře snášejí přesazování mnohem lépe než jiné jehličnany. Sněhové polomy bývají někdy nebezpečné kvůli křehkým větvím. Polomům předcházíme včasným setřásáním napadlého sněhu. Velmi nebezpečnou chorobou je sypavka (Rhabdocline pseudotsugae), při které se objevují na jehlicích zpočátku žlutavé, později rezavé skvrny. Jehlice pak v květnu dalšího roku opadávají. Výhodná je výsadba později rašících ras a v květnu až v červnu postřik zinečnatými organickými fungicidy. Podle jiných autorů je sypavka považována pouze za saprofyta, maximálně za slabého parazita. A pokud je potřeba ochrana, tak vhodnou prevencí je dostatečná vzdálenost (spon) mezi rostlinami v porostu.
Objevuje se i „červená hniloba“ projevující se naduřením kmínku, ta je důsledkem málo kypřené půdy. Je potřeba kypřit a změnit stanoviště. Ze škůdců se vyskytuje hlavně mšice Gilletteella cooley, při níž jsou jehlice hustě posázené mšicemi, které vylučují bílý vosk; stříkáme před rašením preparáty obsahující endosulfan nebo minerálními oleji. Jiní autoři ale říkají, že je lepší vzhledem k jejich nízké škodlivosti použít spíše prostředky biologické (slunéčko, pestřenka, zlatoočko aj.) nebo biotechnické (draselné mýdlo, přípravky na bázi parafinovaného oleje).
Z dalších škůdců se může objevit obávaná mniška Lymantria monacha, která způsobuje holožíry. Při kalamitním napadení je doporučen postřik insekticidními preparáty. Podle jiných zdrojů je při napadení bekyní mniškou zbytečné používat insekticidy. V jinak oslabených monokulturách může kalamita mnišky způsobit odumírání celých porostů. U menších ploch se doporučují přípravky na bázi Bacillus thuringiensis nebo selektivní virové preparáty. Motýly lze monitorovat feromonovými preparáty.

### Využití
Douglaska poskytuje cenné jádrové dřevo pro dřevozpracující průmysl. Její dřevo se užívá zejména při výrobě nábytku a pro svou odolnost vůči vlivům povětrnosti také na venkovní konstrukce.
Silice se využívá v aromaterapii pro její antibakteriální účinky, k hojení artritidy, ledvinové asténie, na pleťové a jiné obklady i k výplachům ústní dutiny.
V sadových a parkových úpravách jsou stromové typy vhodné pro své rozměry pouze do větších úprav. Častěji se využívají kultivary s kompaktnějším vzrůstem a s namodralými jehlicemi. Pro městská a nížinná, sušší stanoviště se hodí lépe než jedle a mnohé smrky. Jsou přizpůsobivými, ale na prostor náročnými stromy. Hodí se i do skupin a kulisových výsadeb. Harmonují téměř se všemi jehličnany i listnáči, popřípadě robustněji rostoucími trvalkami. Při větších krajinářských úpravách používáme douglasky hlavně ve 350–500 m n. m., popřípadě i 200–350 m n. m., či 500–800 m n. m.
Dále byla využívána jako koření, náhražka čaje, náhražka kávy, jako barvivo, hnojivo i insekticid.

## Odrůdy a kultivary
(příklady) Široký seznam a stručná charakteristika odrůd a kultivarů na dendro.mojzisek.cz

### Jinak zbarvené
Pseudotsuga menziesii var. Aurea

Pseudotsuga menziesii var. glauca'

Pseudotsuga menziesii var. Argentea

Pseudotsuga menziesii var. Uwe's Golden 

### Malé
Pseudotsuga menziesii var. Nana

Pseudotsuga menziesii var. Nidiformis

Pseudotsuga menziesii var. Argentea Compacta

Pseudotsuga menziesii var. Pumila

Pseudotsuga menziesii var. Pygmaea

### Převislé
Pseudotsuga menziesii var. Pendula 

### Sloupovité
Pseudotsuga menziesii var. Fastigiata

Pseudotsuga menziesii var. Stricta

### Široce kuželovité, nebo kompaktní
Pseudotsuga menziesii var. Caesia  

Pseudotsuga menziesii var. Fletcheri 

Pseudotsuga menziesii var. Globosa

## Fotogalerie

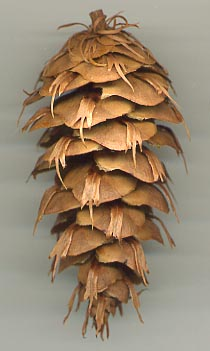
Šiška ze stromu vyrostlého ze semen nasbíraných Davidem Douglasem
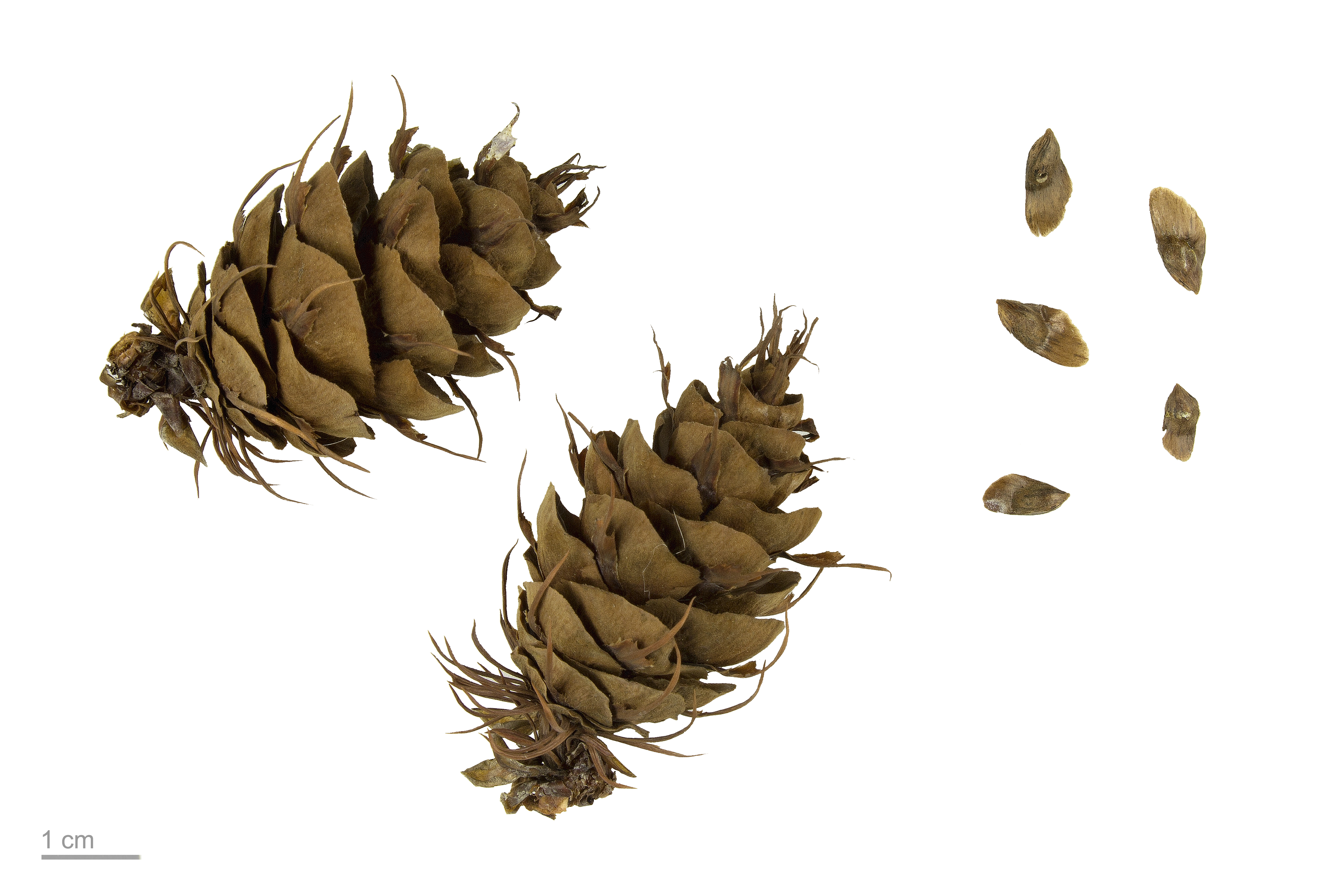
Pseudotsuga menziesii
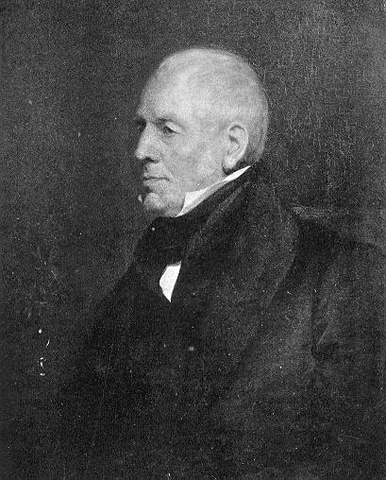
Archibald Menzies jako první zdokumentoval strom na Vancouver Island v roce 1791
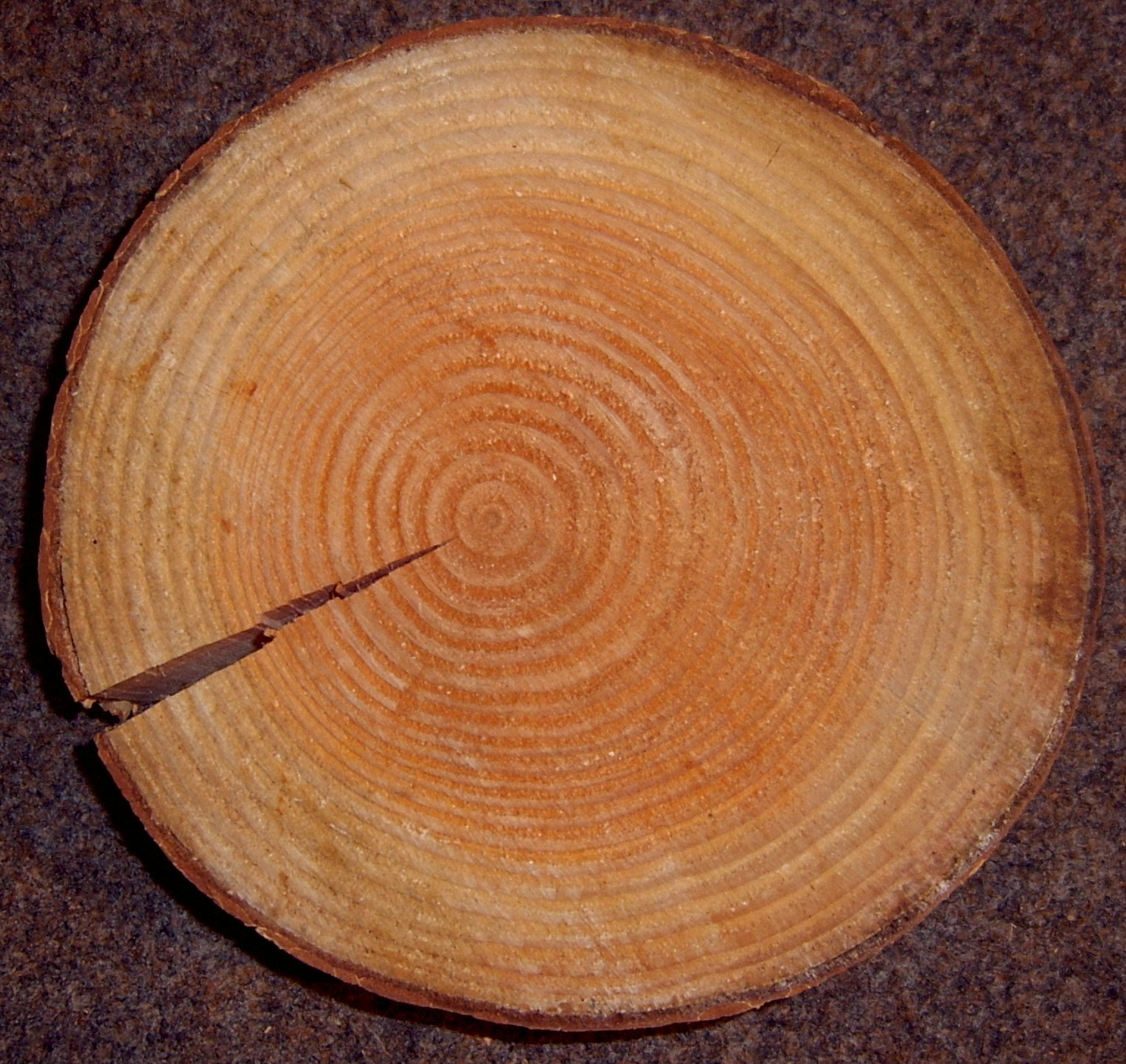
Příčný řez kmenem
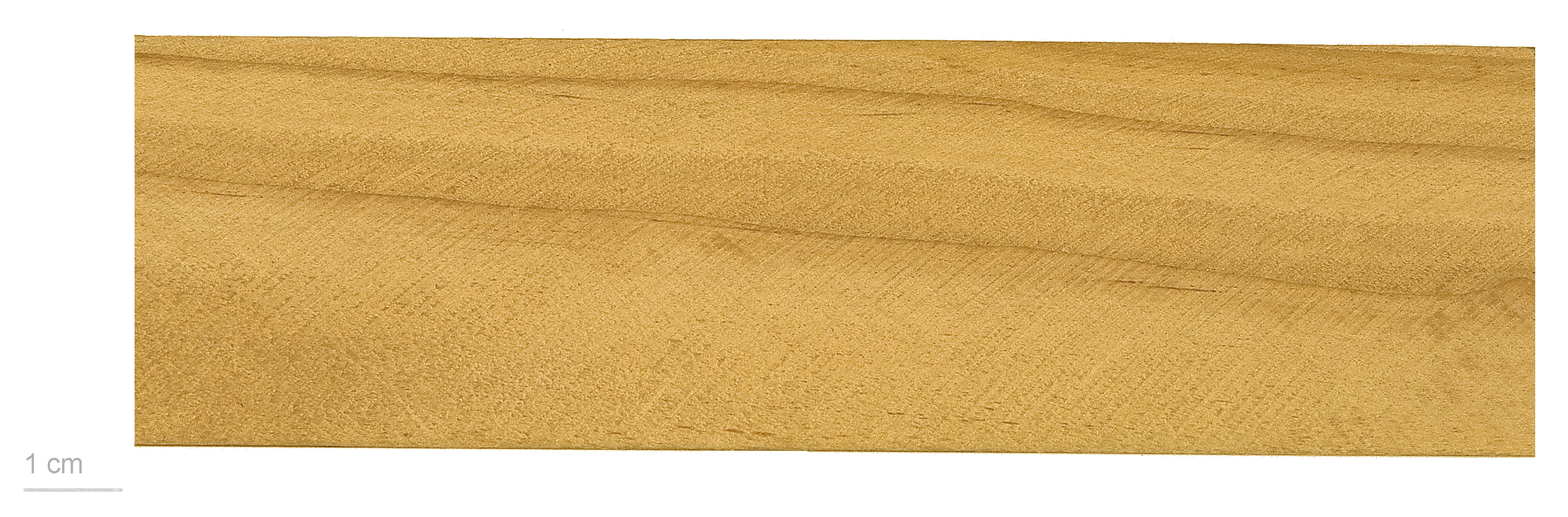
Pseudotsuga menziesii
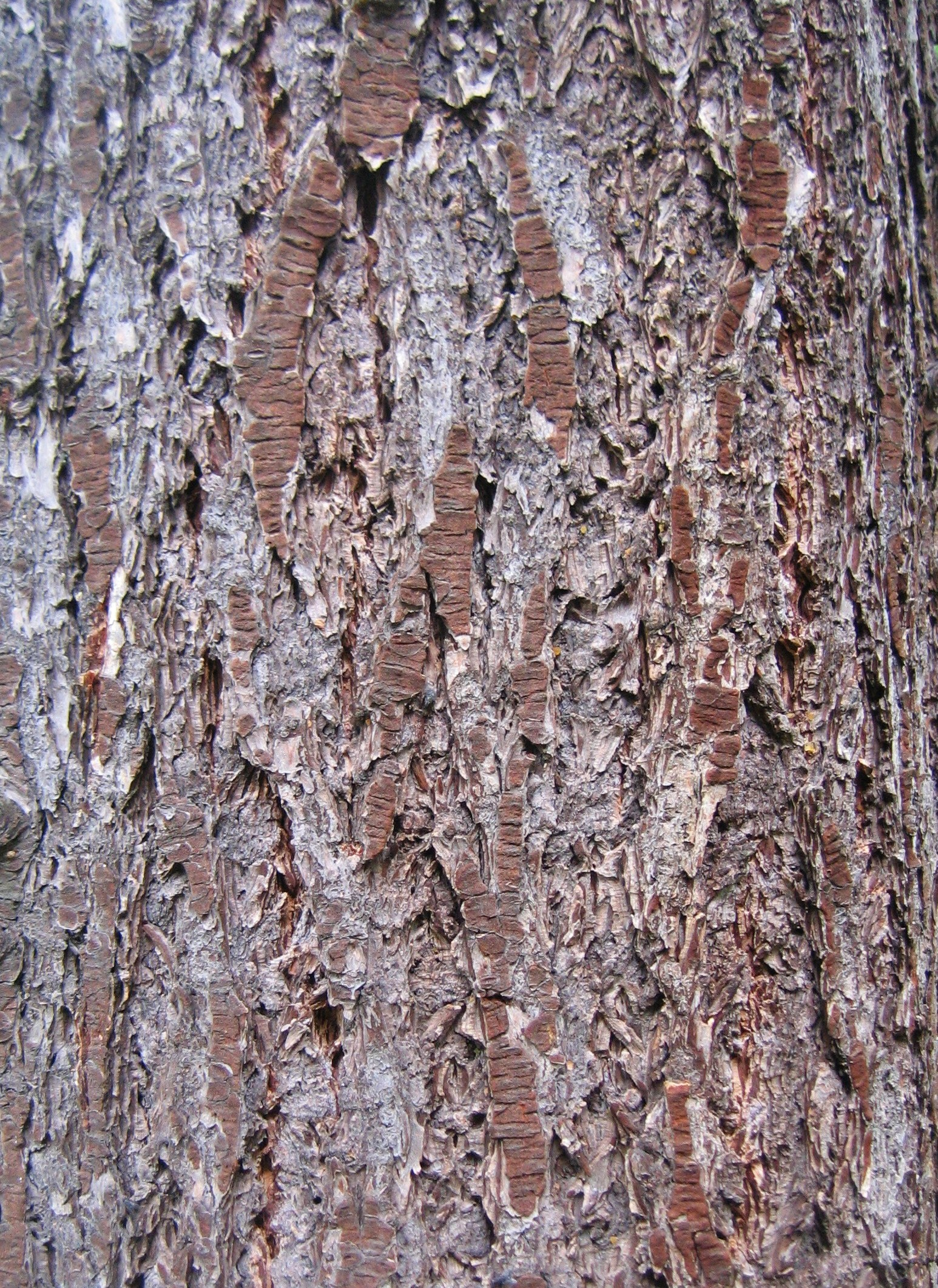
Kůra, Polsko
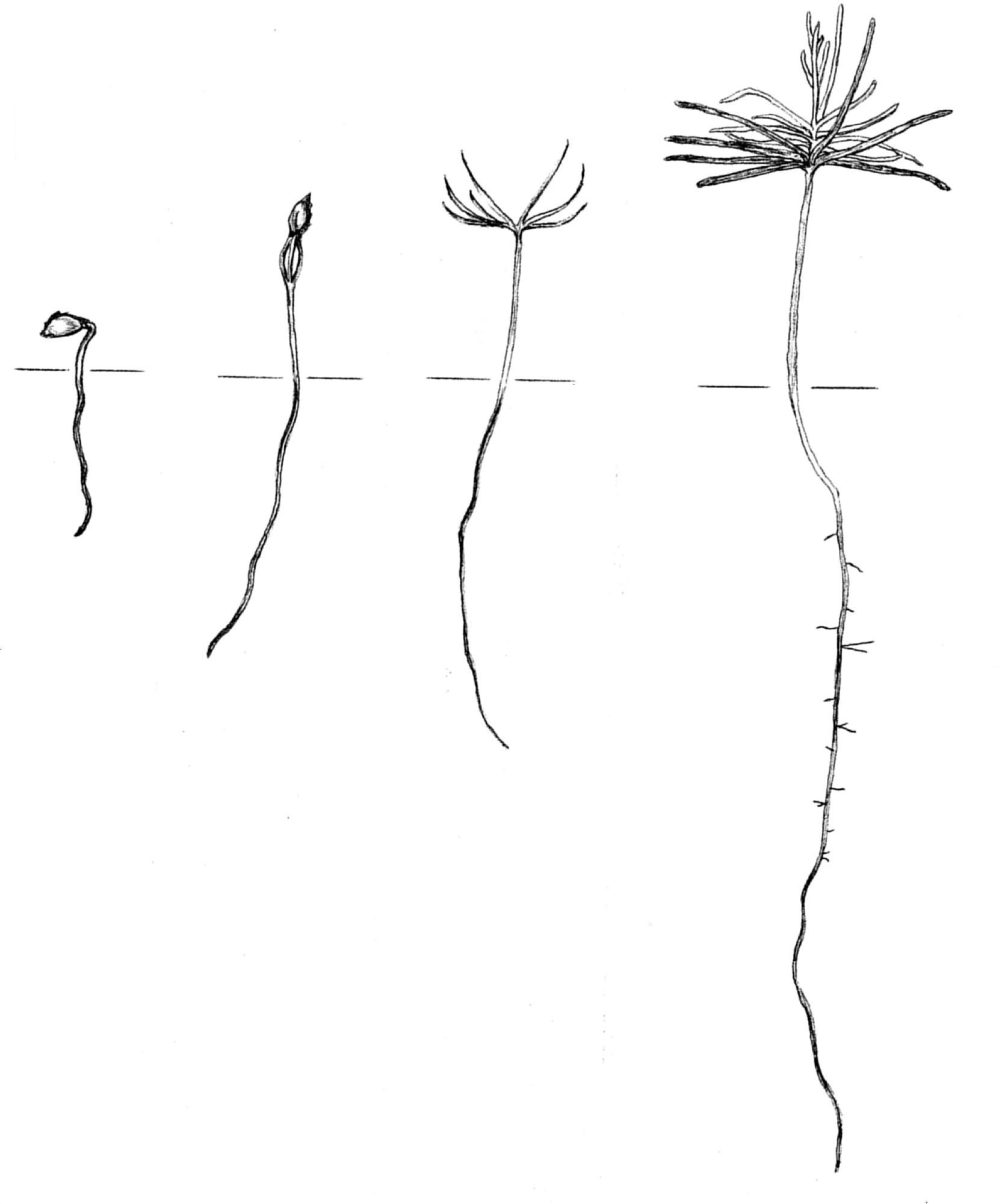
Vývoj semenáčku
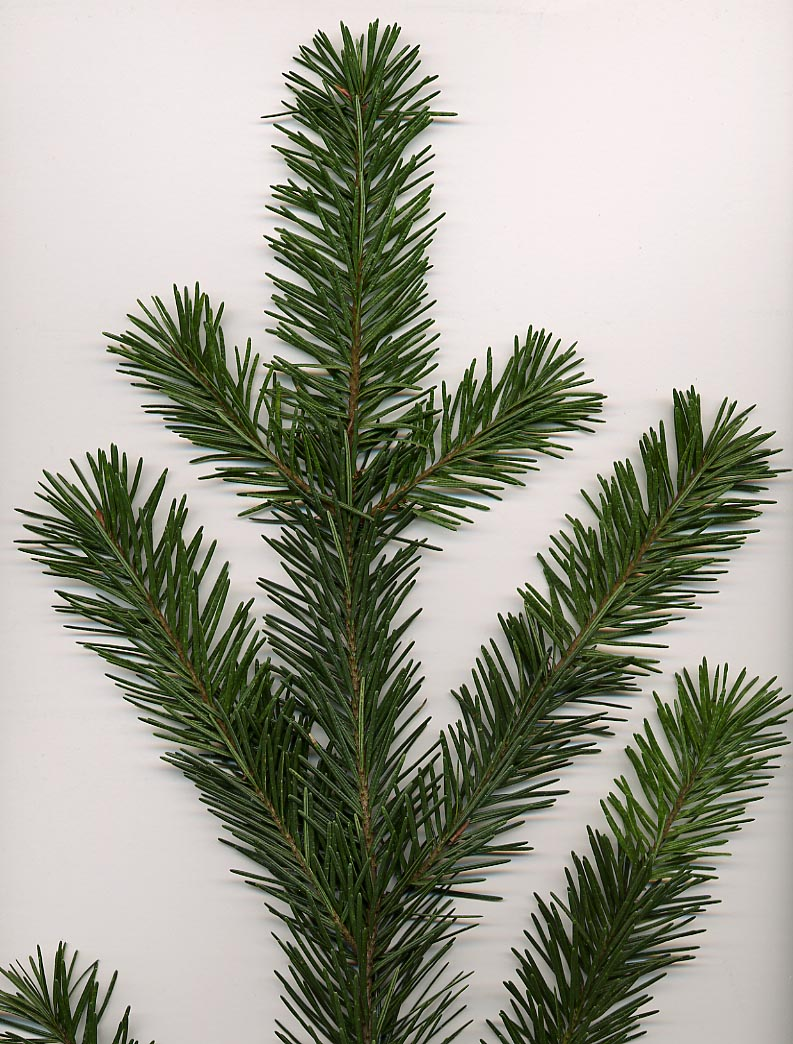
Větvička
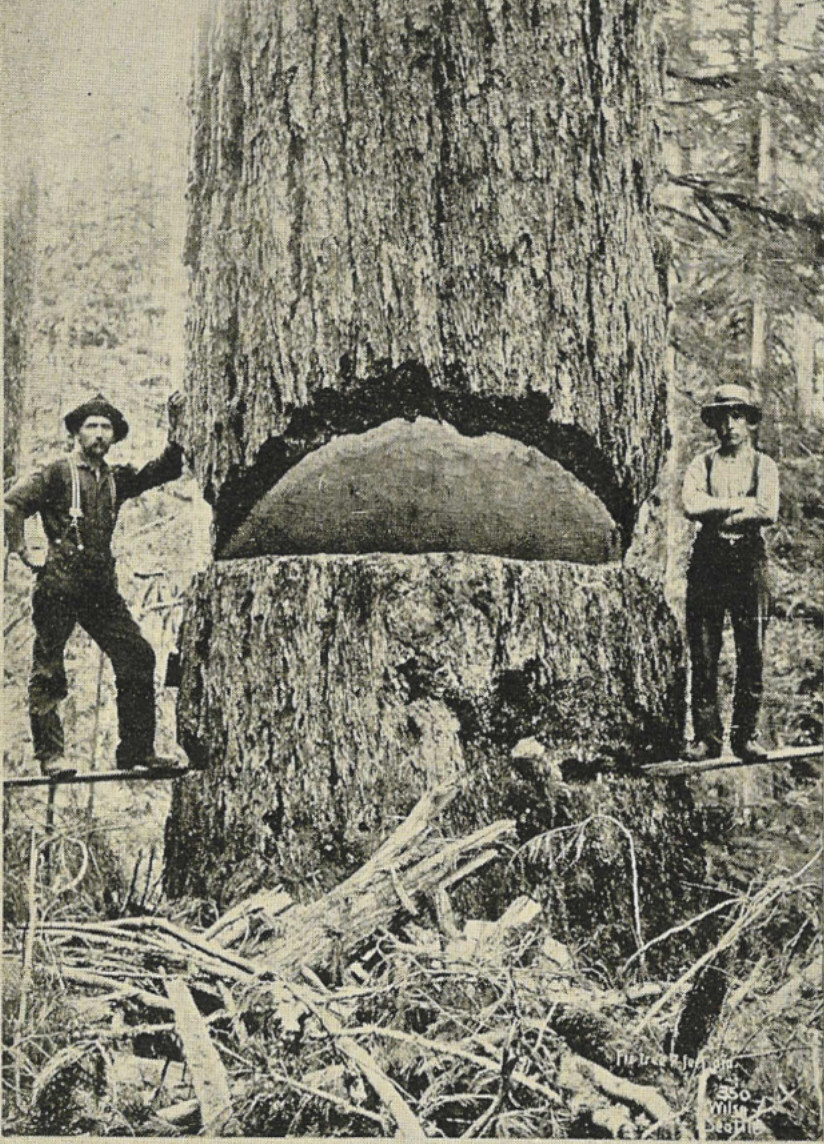
Anders Beer Wilse: Douglaska s třímetrovým průměrem, fotografie z roku 1900
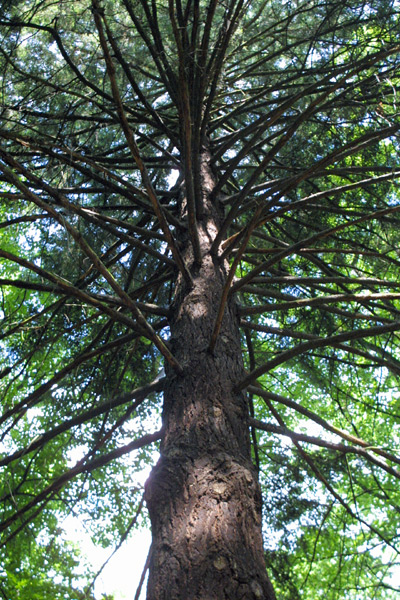
Koruna douglasky v Újezdci